# 2,6-Diisopropylanilin

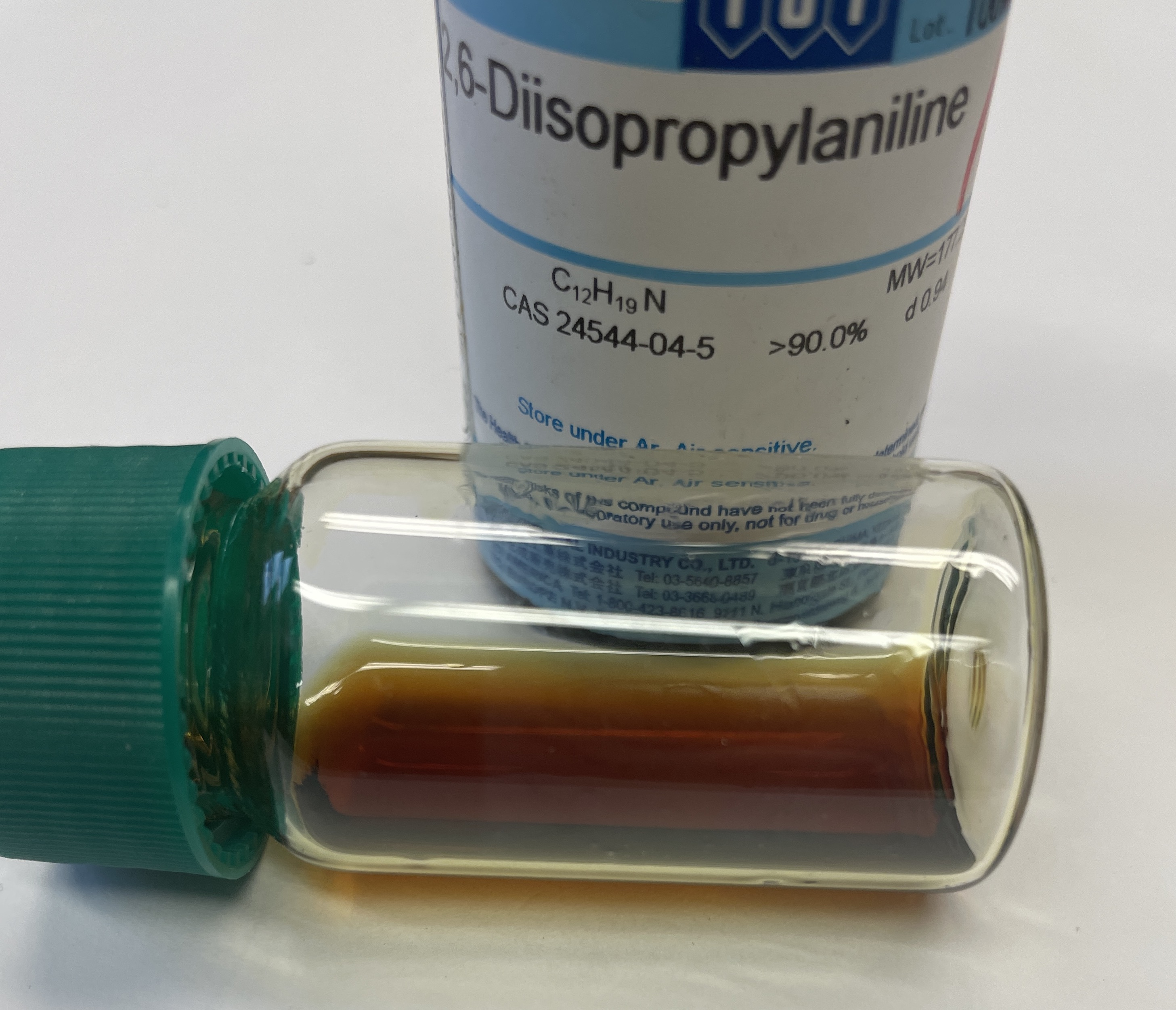
2,6-Diisopropylanilin

2,6-Diisopropylanilin ist ein flüssiges aromatisches Amin mit der Formel H2NC6H3(CH(CH3)2)2. Es ist in Reinform eine farblose Flüssigkeit, genau wie viele andere Anilinderivate kann es bei Luftkontakt durch Oxidationsprozesse gelb oder braun vorliegen.

## Verwendung
Aufgrund seines hohen sterischen Anspruchs wird 2,6-Diisopropylanilin zur Synthese von Liganden in der Koordinationschemie genutzt. So tragen viele auf Schrock-Carben basierende Übergangsmetallkomplexe von diesem Anilin abgeleitete Imidoliganden. Die Kondensation mit 2,6-Diacetylpyridin führt zu Diiminopyridinliganden, die mit Acetylaceton zu NacNac-Liganden.
Auch in einigen Carbenen werden die sterisch anspruchsvollen Diisopropylphenylsubstituenten durch 2,6-Diisopropylanilin eingeführt.

Ein typischer schrockartiger  Katalysator der Olefinmethathese, der ein auf 2,6-Diisopropylanilin basierendes sterisch anspruchsvolles Imin als Beobachterligand trägt.
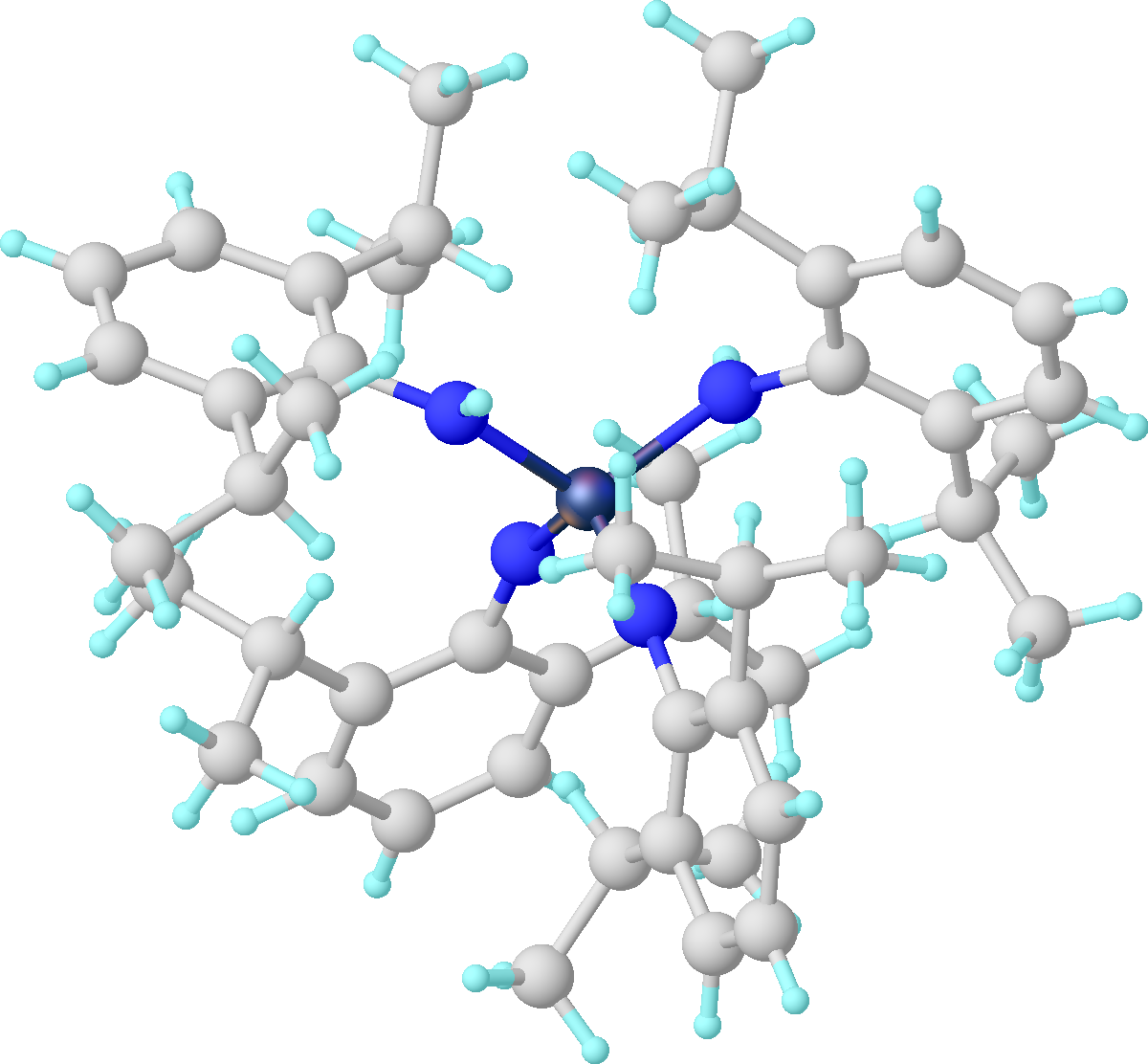
Struktur des Diamido-diimidokomplexes W(NAr)2(N(H)Ar)2 (ArNH2 = 2,6-Diisopropylanilin).